# Лука (Киево-Святошинский район)
Лука (укр. Лука) — село, входит в Киево-Святошинский район Киевской области Украины.
Население по переписи 2001 года составляло 712 человек. Почтовый индекс — 08114. Телефонный код — 4598. Занимает площадь 1,094 км².
Песенная традиция села Лука входит в Национальный перечень элементов нематериального культурного наследия Украины.

## Местный совет
Входит в состав Гореничского сельского совета.
Адрес местного совета: 08114, Киевская обл., Киево-Святошинский р-н, с. Гореничи, ул. Ленина, 204.